# Hessischer Leseförderpreis
Der Hessische Leseförderpreis wird jährlich an öffentliche Bibliotheken und gemeinnützige Einrichtungen vergeben, die hervorragende Leistungen durch Lese- und Literaturprojekte für Kinder und Jugendliche vorweisen.

## Preis
Der Preis wird verliehen vom Hessischen Ministerium für Wissenschaft und Kunst, die Organisation der Ausschreibung obliegt der Geschäftsstelle Hessische Leseförderung mit Sitz im  Hessischen Literaturforum.
Bibliotheken bewerben sich bis zum Stichtag 31. August mit einer ausführlichen Projektbeschreibung sowie einer Dokumentation der Projekte, die im vorangegangenen Jahr stattgefunden haben. Die Projekte, die Gegenstand der Bewerbung sind, müssen über die alltägliche Bibliotheksarbeit hinausgehen.
Der Preis ist mit 15.000 Euro dotiert und kann geteilt werden. Diese Möglichkeit hat die unabhängige Jury bisher stets genutzt, und drei bis fünf Preisträger ausgewählt.

## Geschichte
Die Leseförderung wurde 1994 eingerichtet, um noch vorhandene Restmittel im Landesetat zu nutzen. Seit 1994 gibt es auch den Wettbewerb, eine Prämierung der besten Beiträge wurde 1999 eingeführt.
Die Hessische Leseförderung wurde 2004 beim Hessischen Literaturforum im Frankfurter Künstlerhaus Mousonturm angesiedelt.
Die Preisdotierung konnte 2008 von 7.500 Euro auf 15.000 Euro verdoppelt werden. Gleichzeitig wurde die Teilung der Preisträger in hauptamtlich und ehrenamtlich geleitete Einrichtungen aufgegeben. Stattdessen berücksichtigt die Jury jeweils das Verhältnis zwischen den Möglichkeiten einer Einrichtung und ihrer Projektumsetzung.

## Preisträger
Die Preisträger 2020:
- Kulturverein Diedenbergen e. V. für den Bücher-Podcast „Lesehäppchen-Show“, 7.000 Euro.
- Stadtbücherei Lauterbach für ihr Projekt „Spar-Buch“, 4.000 Euro.
- Stadtbücherei Frankenberg für ihr Projekt „VorLesehelden“, 4000 Euro.

Ein zusätzlicher Sonderpreis wurde 2020 für Einrichtungen ausgelobt, welche auf die besonderen Herausforderungen der Covid-19-Pandemie nach Einschätzung der Jury besonders flexibel reagiert hatten:
- Stadtbücherei Oberursel für ihr vielseitiges, digitales Programm zur Bewältigung der pandemiebedingten Einschränkungen, 2.500 Euro.
- Stadtbücherei Rüsselsheim für ihr Gesamtkonzept der Leseförderung, das sie während der pandemiebedingten Schließung aufrechterhalten konnte, 2.500 Euro.

Die Preisträger 2019:
- Verein Raum 121 aus Frankfurt für die zweite Ausgabe seines Kindercomic-Festivals „Yippie!“ im September 2018, 8.000 Euro.
- Stadtbücherei Herborn, Stadtbibliothek Wetzlar und das Informations- und Mediennetzwerk für Schulen im Lahn-Dill-Kreis (IMeNS) für ihr Konzept „Infofit mit IDA – Informationskompetenz für Kinder“, 4.000 Euro.
- Gemeindebücherei Mittelkalbach für ihre Leseförderung für alle Altersgruppen – von Bilderbuchkinos für Kleinkinder bis zu neuen Medien für Teenager wie z. B. Virtual-Reality-Brillen, 3.000 Euro

Die Preisträger 2018:
- Schul- und Stadtbücherei Hessisch Lichtenau für ihr Projekt “Eine Schule schreibt ein Buch”
- Stadtbücherei Korbach,
- Gemeindebücherei Walluf,
- Stadtbücherei Lauterbach, jeweils für ihr Gesamtkonzept der Leseförderung
- Gemeindebücherei Kilianstädten: Gesamtkonzept “Lesen macht schlau”

Die Preisträger 2017:
- Stadtbücherei Oberursel für ihr Projekt “Kinderbücherei 3.0”
- Stadtbücherei Hofheim für ihr Projekt “KinderStadtBücherei”
- Stadt- und Schulmediothek der Clemens-Brentano-Europaschule Lollar/Staufenberg für ihr Gesamtkonzept der Leseförderung

Die Preisträger 2016:
- Stadtbibliothek Baunatal für ihr Projekt “Baunatal ins Buch – Kinder schreiben über ihre Stadt”
- Kinderbibliothek Offenbach für “Leseförderung mit Lesehund”
- Netzwerk Leseförderung Rheingau-Taunus e.V. für “1000 Bücher – 1000 Sprachen”
- SchulKultur Marburg-Biedenkopf e.V. für das “Marburger Lesefest”

Die Preisträger 2015:
- “Huch, ein Buch!”: Jugendbuchfestival Darmstadt
- Stadtbibliothek Gießen für “1. LC Gießen”
- Schul- und Stadtteilbücherei Dreieich Weibelfeldschule für ihr Gesamtkonzept
- Stadtbücherei Seligenstadt für “Das Buch zur Zeit Einhardts”

Die Preisträger 2014:
- Stadtbibliothek Bruchköbel für ihr Gesamtkonzept
- Stadt- und Schulmediothek der CBES Lollar/Staufenberg für “Vorlesen verzaubert!”
- Leseförderkreis Hochheim am Main e.V. für ihr Projekt “Hochheim liest”
- SAZ-Rock e.V. Frankfurt: “Starke Mädchen”

Die Preisträger 2013:
- Stadtbücherei Lampertheim für “Leselust statt Lesefrust”
- Bücherei Münster für “Lies dich fit – Wir machen mit!”
- Stadt- und Schulbücherei Taunusstein für “Die Apokalyptischen Lesereiter”
- Schul- und Stadtbücherei Felsberg für ihr Gesamtkonzept

Die Preisträger 2012:
- Weibelfeldschule Dreieich für “JuLiD”
- Stadtbücherei Frankfurt/Main für ihr Gesamtkonzept
- Kinder-Akademie Fulda für ihre Leseclubs “Die Bücherfresser” und “Leseclub Junior”
- Schul- und Stadtbücherei Liebenau für “Es war einmal…”
- Stadtbibliothek Offenbach für “Bilderbuchkino in Rate-Mal-Sprachen”

Die Preisträger 2011:
- Kinderbibliothek im KinderBildungsZentrum KiBiZ des „Turnvereins 1890 e.V. Breckenheim“ für das Gesamtkonzept
- Literarisches Zentrum Gießen für die “Gießener Bilderbuchtage”
- Stadtbücherei Lampertheim für “Lesen im kleinen Dreieck”
- Bertha-von-Suttner-Schule Nidderau für “Weckworte”
- Kinder- und Jugendbibliothek Oberursel für “Juju” + “B.L.U.D.S.”

Die Preisträger 2010:
- Gemeindebücherei Jesberg für “Wir bleiben am Ball!”
- Netzwerk Leseförderung Rheingau-Taunus e.V. für das “Lesefest 2010”
- Stadtbücherei Lauterbach für das Projekt “Bookslam”
- Stadtbibliothek Wetzlar für “Weltliteratur für Kinder und Jugendliche”

Die Preisträger 2009:
- Schulbibliothek der Holzhausenschule Frankfurt für ihr gesamtes Leseförderkonzept
- Stadtbücherei Grünberg für “Aktion Lesezeit! – Grünberg liest”
- Gemeindebücherei Nauheim für “Nauheim liest”
- Stadtbücherei Hofheim am Taunus für die “Projektwoche Lyrik”
- Stadtbücherei Nidderau für das Projekt “Römer in der Stadtbücherei”

Die Preisträger 2008:
- Stadtbücherei Lampertheim für „Lesen im kleinen Dreieck – Abenteuer Weltraumwissen“
- Stadtbücherei Lauterbach für das Projekt „Leselotte“
- Gemeindebücherei Dietzhölztal für „Das Buch in der Kiste“
- Bücherei Mittelkalbach für „Fußball einmal anders“

Die Preisträger 2007:
- Stadtbibliothek Bad Hersfeld für „Fauststadt“
- Stadtbücherei Büdingen und Stadtbibliothek Hanau für die „Leseaktionswoche Ula-Pula“
- Stadtbibliothek Neu-Isenburg für die „Kinder-Lese-Reisen“
- Stadtbibliothek Wetzlar für „Lyrik für Kinder und Jugendliche“
- Lesefest Eltville für die „Zauberlehrlinge“ (für ehrenamtlich geleitete Bibliotheken)
- Gemeindebücherei Nauheim: „Nauheim liest!“ (ehrenamtlich)

Die Preisträger 2006:
- Stadtbücherei Oberursel für ihr „Hiphop-Projekt“
- Stadtbücherei Alsfeld für „Dem Buch auf die Spur“
- Schul- und Stadtbücherei Großalmerode für „Männer lesen für Männer“ (ehrenamtlich)
- Stadtbücherei Gernsheim für „Lesen in Fluss bringen – Fluss ins Lesen bringen“ (ehrenamtlich)

Die Preisträger 2005:
- Stadtbibliothek Frankfurt für ihr gesamtes Leseförderungskonzept, u. a. „Ich bin ein Lesestar“
- Stadtbücherei Dietzenbach für das „Dietzenbuch“
- Gemeindebücherei Ober-Mörlen für ihr gesamtes Engagement (ehrenamtlich)